# فرودگاه کارناتکا هاسن
فرودگاه کارناتکا هاسن (به انگلیسی: Hassan Airport, Karnataka) یک فرودگاه همگانی است که یک باند فرود آسفالت دارد و طول باند آن ۳۶۰۰ متر است. این فرودگاه در کشور هند قرار دارد و در ارتفاع ۹۵۶ متری از سطح دریا واقع شده‌است.